# محطة تحلية مياه الأردن
محطة تحلية مياه الأردن هي محطة لتحلية مياه البحر مُخطط لها في مدينة العقبة في الأردن. المَرفق قيد التطوير من قِبل الحكومة الأردنية، بهدف تضييق العجز المائي في البلاد. تم تقديم عروض لأعمال الهندسة والتوريد والبناء وفي يونيو 2021، استجاب ثلاثة عشر اتحادًا دوليًا ومن المتوقع أن يتم اختيار خمسة منهم للإختيارات النهائية. تبلغ ميزانية إنشاء محطة تحلية المياه حوالي مليار دولار أمريكي ومن المتوقع أن يستغرق بنائُها حوالي خمس سنوات. في يناير 2025، فاز ائتلاف بقيادة شركتي ميريديام والسويس بعقد كبير، حيث وقعا اتفاقية امتياز لمدة 30 عامًا مع الحكومة الأردنية لتطوير ثاني أكبر محطة لتحلية المياه في العالم وشبكة أنابيب بطول ٤٤٥ كم لتزويد مدينتي العقبة وعمان بمياه الشرب. سيوفر المشروع إمدادًا مستمرًا بالمياه لأكثر من ٣ ملايين شخص. ستكون محطة التناضح العكسي ثاني أكبر محطة في العالم، وسيتم بناؤها على مرحلة واحدة، بسعة تصميمية تبلغ 851,000 متر مكعب من مياه الشرب يوميًا. ويدعم المشروع مؤسسة تمويل التنمية الدولية الأمريكية والوكالة الأمريكية للتنمية الدولية في عمان، إلى جانب الاتحاد الأوروبي والعديد من الهيئات المالية الدولية. وبالتالي، فإنه يخضع لمجموعة صارمة من المتطلبات البيئية والاجتماعية. ومن المقرر أيضًا أن يتم تطوير محطة طاقة شمسية بقدرة 724 غيغاواط ساعة سنويًا كجزء من هذا العقد.

## الموقع
سيتم تأسيس محطة تحلية المياه في مدينة العقبة الساحلية، على شواطئ خليج العقبة، في البحر الأحمر، في أقصى جنوب الأردن. تقع العقبة، المدينة الساحلية الوحيدة في الأردن، على مسافة 333 كيلومتر (207 ميل) جنوب عَمان، العاصمة الأردنية وأكبر مدينة في البلاد.

## نظرة عامة
تعد المملكة الأردنية، التي يبلغ عدد سكانها 10 ملايين نسمة، واحدة من أكثر دول العالم التي تعاني من النقص المائي. اعتبارًا من سبتمبر 2021، احتاجت البلاد إلى حوالي 1,300,000,000 لتر (1,300,000 م3) من مياه الشرب سنويًا. ومع ذلك، في ذلك الوقت فقط كان مُتاحاً 850,000,000–900,000,000 لتر (850,000–900,000 م3). يُعزى النقص إلى قلة الأمطار، والتغير المناخي، وتضخم عدد السكان وتدفق اللاجئين الكبير.
للتخفيف من حدة نقص المياه، إفتتحت الحكومة الأردنية محطة لتحلية المياه في عام 2017. باسم محطة تحلية العقبة . تَنتِج المُنشأة 5,000,000 متر مكعب (5.0×109 ل) من مياه الشرب سنويًا توَزع على المنازل والمصانع والزراعة في منطقة العقبة.

## روابط خارجية
- الموقع التقريبي لمحطة تحلية الأردن